# Жалпактобе
Жалпактобе (каз. Жалпақтөбе) — средневековое городище на территории Отырарского района Туркестанской области Казахстана, к северо-западу от села Шаульдер, в 10 км к западу от городища Отрар. Обнаружено в 1948 году Туркестанской археологической экспедицией (руководитель Александр Бернштам). В 1966—1970 годах раскопки велись Отырарской археологической экспедицией (руководитель Кемаль Акишев). В плане представляет собой двухъярусный бугор, ориентированный сторонами примерно по странам света, размерами в основании 240×200 метров. Восточная, более возвышенная часть бугра, имеет форму трапециевидной площадки размером 100×90 метров, высотой 6 метров. Две башни и центре западной стены, вероятно, служили оборонительными, сооружениями. С запада к городищу примыкает небольшая площадка (140×100 метров) высотой 4 метра. Датируется I—XIII веками.
Строение древнего города обнаруживает сходство с Кокмарданом — одним из крупнейших средневековых поселений Отрарского оазиса